# Jordán Rodas
Augusto Jordán Rodas Andrade, (Quetzaltenango, 25 de septiembre de 1968) es un político, abogado y notario guatemalteco. Fue procurador de los Derechos Humanos de la República de Guatemala desde el 20 de agosto de 2017 hasta el 20 de agosto de 2022. Fue elegido por el Congreso con 131 votos a favor. Fue el precandidato a vicepresidente en las elecciones generales de 2023 junto a Thelma Cabrera por el partido Movimiento para la Liberación de los Pueblos.

## Primeros años
Jordán Rodas Andrade nació el 25 de septiembre de 1968 en Quetzaltenango. Su hermano, Joaquín, tenía 23 años cuando fue secuestrado por la dictadura militar el 2 de marzo de 1985. Su cuerpo nunca fue encontrado.
Se graduó en 1995 de abogado y notario en la Facultad de Ciencias Jurídicas y Sociales de la Universidad de San Carlos de Guatemala (colegiado no. 5105).

## Biografía

### Procurador de los Derechos Humanos
Fue elegido el 19 de julio de 2017 como procurador de los Derechos Humanos con 131 votos a favor, derrotando a Ricardo Alvarado y Claudia López. Fue el primero en ser electo para integrar la terna de candidatos para procurador de Derechos Humanos, con la mejor calificación al obtener 96.33 puntos. Se opone a la pena de muerte.
Luego de su toma de posesión, el procurador Rodas ha mostrado su apoyo al trabajo de Thelma Aldana e Iván Velásquez Gómez. Rodas interpuso tres amparos en la Corte Constitucional a favor de Velásquez Gómez. El primero fue para solicitar medidas cautelares para asegurar la vida del comisionado el segundo, interpuesto el mismo día fue para frenar la decisión presidencial de Jimmy Morales al nombrar non grata al comisionado de CICIG, afirmando que el presidente Morales no cumplió con lo establecido en el artículo 182 de la Constitución Política de la República al actuar sin el acompañamiento de sus ministros, y el tercero fue impuesto para que revoque la conminatoria que hizo al jefe de la Cicig. Jordán Rodas fue uno de los pocos funcionarios que, desde su oficina, mantuvo una actitud crítica de oposición a los afanes del gobierno Giammattei contra los ex investigadores, lo que le valió persecuciones administrativas durante sus años de mandato. Por la misma razón, se abrió una campaña de desprestigio en contra de él desde el Congreso.
En marzo de 2022 anunció que no buscará otro período como procurador de los Derechos Humanos y en cambio, se postuló para las elecciones para rector de la Universidad de San Carlos de Guatemala. Tras un fraude que implicó la restricción de votantes afines a Rodas, un candidato afín a Giammattei se hizo con el puesto de rector.
Rodas dejó el cargo como procurador de los Derechos Humanos en agosto de 2022. Miriam Roquel Chávez, procuradora en funciones de la PDH, fue quien entregó el cargo al procurador designado Alejandro Córdova Herrera.

### Carrera política
Luego de dejar el cargo, Rodas fue mencionado como un posible candidato presidencial por una hipotética alianza entre Movimiento Semilla, Winaq y la Unidad Revolucionaria Nacional Guatemalteca, así como un posible candidato a diputado por el departamento de Quetzaltenango por Semilla o la coalición Winaq–URNG. Finalmente, Rodas reapareció en diciembre de 2022 cuando fue proclamado como precandidato a vicepresidente por el Movimiento para la Liberación de los Pueblos (MLP) junto a Thelma Cabrera.
En enero de 2023, la Procuraduría de los Derechos Humanos, el Ministerio Público y la Contaloría General de Cuentas iniciaron una investigación en contra de Rodas por «anomalías» durante su gestión; dichos procedimientos dejaron sin vigencia la constancia transitoria de inexistencia de reclamación de cargos de Rodas —también conocido como «finiquito»—, un documento requerido por la Ley Electoral y de Partidos Políticos para la inscripción de candidatos a elección popular. A finales de enero de ese año, el Registro de Ciudadanos del Tribunal Supremo Electoral anunció que el binomio presidencial del MLP no fue inscrito porque el finiquito de Rodas no tenía validez. Rodas defendió que su documento aún tenía validez, por lo que el partido apeló la resolución del Registro de Ciudadanos ante los magistrados del Tribunal Supremo Electoral, los magistrados de la Corte Suprema de Justicia y la Corte de Constitucionalidad respectivamente. Las tres instancias rechazaron los recursos legales del MLP, por lo que su inscripción y participación pasó a depender nuevamente de la Corte de Constitucionalidad. A principios de mayo de 2023, la Corte de Constitucionalidad negó el recurso de forma definitiva y el binomio Cabrera-Rodas quedó fuera de las elecciones, aunque Rodas dijo que apelarían la decisión ante la Corte Interamericana de Derechos Humanos (CIDH).
La situación de Cabrera y Rodas fue comparada con la situación de Thelma Aldana (Movimiento Semilla) y Edwin Escobar Hill (Prosperidad Ciudadana), precandidatos presidenciales que quedaron fuera de las elecciones generales de 2019 por problemas con el «finiquito».